# Circonscriptions électorales du Canada
Pour les articles homonymes, voir Circonscription électorale.
Une circonscription électorale au Canada est un territoire géographique dans lequel la population se retrouve sur une même liste électorale et forme la base de la démocratie parlementaire canadienne. Une circonscription est parfois appelée comté dans le langage populaire ; ceci vient du fait qu'historiquement, les circonscriptions étaient identiques aux limites géographiques des comtés. (En anglais, le nom officiel est electoral district, bien qu'on voie plus souvent le mot riding ou constituency).
Les circonscriptions électorales sont aujourd'hui exclusivement uninominales : chaque circonscription fédérale est représentée à la Chambre des communes du Canada par un seul député ; les circonscriptions provinciales ou territoriales sont également représentés par un seul député à la législature provinciale. Toutefois, dans le passé, certaines circonscriptions électorales ont été plurinominales, autant au niveau fédéral que provincial. En Alberta, quelques circonscriptions ont été historiquement représentées par jusqu'à sept députés simultanément.
Depuis le 22 septembre 2023, il y a 343 circonscriptions fédérales au Canada ; ce découpage électoral est utilisé pour la première fois lors des élections générales du 28 avril 2025. À partir de 1999, l'Ontario a utilisé les descriptions territoriales des circonscriptions fédérales dans ses élections provinciales ; cependant des exceptions ont été introduites lors des élections provinciales de 2018 et le premier ministre Doug Ford a annoncé en 2024 qu'il abandonnait cette pratique pour les prochaines élections provinciales. Les autres provinces utilisent toutes des circonscriptions différentes aux niveaux provincial et fédéral.
Pour la liste des actuelles circonscriptions fédérales et leurs députés, voir 45e législature du Canada.

## Conventions de nommage
Les noms des circonscriptions fédérales sont habituellement géographiques et sont choisis pour représenter la communauté ou la région comprise dans les limites de la circonscription. Lorsque le nom d'une circonscription inclut plus d'une désignation géographique, elles sont séparées par un tiret cadratin (—). Par exemple, Toronto—Danforth et Ancaster—Dundas—Flamborough—Westdale. Là où un nom géographique donné contient un trait d'union (-), il n'est pas remplacé par un tiret (ex. : Saint-Hyacinthe—Bagot, et non Saint—Hyacinthe—Bagot ; Saint-Lambert, pas Saint—Lambert.)
Certaines circonscriptions fédérales du Québec, et plusieurs circonscriptions provinciales de la même province, portent le nom de personnalités historiques plutôt que des noms géographiques, comme Louis-Hébert et Louis-Saint-Laurent. Cette pratique n'est plus employée dans les autres provinces et territoires.
Lorsque le nom d'une circonscription fédérale contient une désignation de direction (ex. : Winnipeg-Nord) ou un toponyme d'intérêt pan-canadien tel que défini par le gouvernement fédéral (ex. : la rivière Churchill dans Desnethé—Missinippi—Rivière Churchill), les noms existent en versions française et anglaise (dans ces cas, l'anglais est Winnipeg North et Desnethé—Missinippi—Churchill River). Toutefois les noms de municipalité ne sont pour la plupart pas traduits, donc on utilise les formes telles que North Vancouver et Québec dans les deux langues officielles.

## Redécoupage des circonscriptions fédérales
Les limites des circonscriptions sont ajustées afin de refléter les changements dans la population après chaque recensement décennal (10 ans). Tout dépendant de l'importance d'un redécoupage, le nom de la circonscription peut changer également. Tout ajustement des limites de circonscription est officiel en date de la légifération des changements, mais ces changements ne prennent pas réellement effet avant la prochaine élection générale. Ainsi, une circonscription peut cesser d'exister officiellement, mais sera toujours représentée à la Chambre des communes jusqu'au déclenchement d'une élection. Ceci donne du temps aux nouvelles circonscriptions de s'organiser et évite la confusion qui serait engendrée en changeant la désignation de circonscription d'un député élu en plein milieu d'une législature.
Parfois, le nom d'une circonscription peut être changé sans un redécoupage. Ceci arrive généralement lorsqu'il est décidé que le nom existant n'est pas suffisamment représentatif des limites géographiques de la circonscription. C'est la seule circonstance dans laquelle le nom de circonscription d'un député en fonctions peut changer entre deux élections.
La formule actuelle pour le rajustement des circonscriptions électorales a été adoptée en 1985. Elle part du nombre de sièges aux communes à cette époque, c'est-à-dire 282. Un siège est automatiquement réservé pour chaque territoire, il en reste donc 279. La population totale des provinces canadiennes est ensuite divisée par 279, avec pour résultat ce qui est appelé le « quotient électoral » ; la population de chaque province est ensuite divisée par ce quotient électoral pour déterminer le nombre de sièges auxquels chaque province a droit.
Finalement, quelques règles spéciales sont appliquées. En vertu de la « clause sénatoriale », le nombre de sièges d'une province à la Chambre des communes ne peut jamais être inférieur au nombre de sénateurs, qui relève d'une obligation constitutionnelle, sans égard à la population de la province. Également, en vertu de la « clause des droits acquis », le nombre de sièges d'une province ne peut jamais être inférieur à ce qu'il était lors de la 33e législature du Canada.
Une province peut se voir accorder des sièges supplémentaires pour assurer la conformité avec ces règles. En 2004, par exemple, l'Île-du-Prince-Édouard n'aurait eu droit qu'à un seul siège, mais à cause de la clause sénatoriale, la province dispose de trois sièges supplémentaires pour égaler ses quatre sénateurs. Le Québec n'avait droit qu'à 68 sièges selon le seul quotient électoral, mais avec la clause des droits acquis, la province obtient sept sièges de plus pour égaler les 75 sièges qu'elle avait au cours de la 33e législature. La Saskatchewan et le Manitoba ont également droit à des sièges supplémentaires en vertu de la clause des droits acquis, le Nouveau-Brunswick gagne des sièges avec la clause sénatoriale, et la Nouvelle-Écosse et Terre-Neuve-et-Labrador ont tiré profit des deux clauses.
Une troisième clause de protection existe, en vertu de laquelle une province ne peut pas perdre plus de 15 % de ses sièges lors d'un même rajustement ; toutefois, l'application de cette règle n'a pas été nécessaire jusqu'ici. Seulement trois provinces (Alberta, Colombie-Britannique et Ontario) pourraient théoriquement perdre 15 % de leurs sièges sans automatiquement tomber sous la protection des clauses des droits acquis ou sénatoriale ; à ce jour, aucune de ces provinces n'a eu à faire face à une telle situation.
Lorsque le nombre de sièges final d'une province est déterminé, une commission indépendante de délimitation des circonscriptions fédérales dans chaque province révise les limites existantes et propose des ajustements. L'avis du public est sollicité par des audiences publiques, ce qui peut mener à des changements dans la proposition finale. Par exemple, les limites proposées peuvent ne pas refléter fidèlement la relation historique, politique ou économique d'une communauté avec la région environnante ; la communauté pourrait donc aviser la commission de délimitation qu'elle désire être incluse dans une circonscription différente.
Par exemple, lors du redécoupage de 2003, la commission de délimitation en Ontario avait d'abord proposé de diviser la ville du Grand Sudbury en trois circonscriptions. Le noyau urbain, inclus dans la circonscription de Sudbury, aurait été relativement intouchée, tandis que les communautés à l'ouest du centre urbain auraient été fusionnées avec Algoma—Manitoulin pour former la nouvelle circonscription de Grand Sudbury—Manitoulin, et celles à l'est et au nord de la ville auraient été fusionnées avec Timiskaming pour former la circonscription de Timiskaming—Grand Sudbury. À cause de l'opposition de la communauté, les circonscriptions existantes de Sudbury et Nickel Belt ont été retenues dans le rapport final, avec seulement quelques rajustements mineurs.
Une fois le rapport final produit, il est soumis au Parlement pour obtenir son approbation, qui est obtenue en votant pour le rapport comme pour un projet de loi.